# اونج (لقب)
أونج هو لقب.

## أصل اللقب
أونج او (بالأحرف اللاتينية: Ung) هو تهجئة لاثنين من الألقاب الكمبودية.
- لقب أوينج يمكن العثور عليه بين الكمبوديين الصينيين باعتباره النسخ الأبجدية الخميرية لنطق أموي هوكين لللقب الصيني هوانج ( (بالصينية: 黃) ). [1] [2]

إنها القراءة الصينية الكورية لللقب الصيني تسيونج ، على الرغم من أن هذا اللقب غير موجود في كوريا الجنوبية الحديثة.  وهو أيضًا اسم اسكندنافي يعني حرفياً " الشباب ".

## إحصائيات
وفقًا لتعداد الولايات المتحدة لعام 2010 ، حمل ما يقرب من 4519 شخصًا في الولايات المتحدة الأمريكية لقب أونج ، وكان معظمهم بنسبة (91.79 ٪) من الأمريكيين الآسيويين .  اعتبارًا من عام 2017 ، حمل 16 شخصًا في الدنمارك و 26 شخصًا في النرويج لعب أونج ايضا.  

## أشخاص مهمين حاملين للقب
- بير أونج (1933-2013) ، نحات نرويجي
- شيني أونج ( អ៊ុង ឈីណារី ؛ مواليد 1942) ، ملحن كمبودي
- أونج هووت ( អ៊ឹង ហួត ؛ مواليد 1947) ، رئيس وزراء كمبوديا (1997-1998)
- أونج هونغ ساث ( អ៊ុង ហុងសាធ ؛ fl. 1960s ) ، وزير الحكومة الكمبودية
- لونج أونج ( អ៊ឹង លឿង ؛ من مواليد 1970) ، ناشط ومحاضر في مجال حقوق الإنسان أمريكي, كمبودي المولد
- ساندرا أونغ (黃敏儀؛ مواليد 1974) ، سياسي أمريكي, كمبودي المولد
- دانيال أونج (مواليد 1975) ، مدافع كرة قدم سويدي